# Itaipusa graefei
Itaipusa graefei är en plattmaskart som beskrevs av Tor Karling 1980. Itaipusa graefei ingår i släktet Itaipusa och familjen Koinocystididae.
Artens utbredningsområde är Nordsjön. Inga underarter finns listade i Catalogue of Life.